# Pedilus terminalis
Pedilus terminalis is een keversoort uit de familie van de vuurkevers (Pyrochroidae). De wetenschappelijke naam is gepubliceerd in 1827 door Say.